# Fabio Testi
Fabio Testi (nascido em 2 de agosto de 1941) é um ator italiano que atua no cinema, notável por estrelar em First Action Hero, dentre muitos outros filmes.
Nascido em Peschiera del Garda, na Itália, o ator começou sua carreira no cinema como dublê durante os anos de faculdade. Seu trabalho mais famoso como dublê foi no filme de Sergio Leone, C'era una volta il West, onde ele caiu de um telhado e bateu o ombro no chão.
Tem um filho, Edwin, nascido em 1971, fruto de seu relacionamento com a também atriz Edwige Fenech. Fabio morava com Ursula Andress em meados da década de 1970. Em 1979, Fabio casou-se com Lola Navarro, com quem teve três filhos. Em 3 de novembro de 2015 se casou com Antonella Liguori.[carece de fontes?]